# تودور دیف
تودور دیف (بلغاری: Тодор Недялков Диев؛ ۲۸ ژانویهٔ ۱۹۳۴ – ۶ ژانویهٔ ۱۹۹۵) بازیکن فوتبال اهل بلغارستان بود.
وی همچنین در تیم ملی فوتبال بلغارستان بازی کرده‌است.
وی در مسابقات کشوری و بین‌المللی در مجموع برندهٔ ۱ مدال برنز شده‌است.